# باول ولز
باول ولز هو صحفي كندي، ولد في 1966 في سارنيا في كندا.